# Hamburger Sport-Verein 2004-2005
Questa voce raccoglie le informazioni riguardanti il Hamburger Sport-Verein nelle competizioni ufficiali della stagione 2004-2005.

## Stagione
Nella stagione 2004-2005 l'Amburgo, allenato da Klaus Toppmöller e Thomas Doll, concluse il campionato di Bundesliga all'8º posto. In Coppa di Germania l'Amburgo fu eliminato al primo turno dal Paderborn. In Coppa Intertoto l'Amburgo fu eliminato in semifinale dal Villarreal.

## Rosa
| N. |                                 | Ruolo | Calciatore          |
| -- | ------------------------------- | ----- | ------------------- |
| 1  | Germania (bandiera)             | P     | Martin Pieckenhagen |
| 2  | Germania (bandiera)             | D     | Björn Schlicke      |
| 4  | Germania (bandiera)             | D     | Bastian Reinhardt   |
| 5  | Belgio (bandiera)               | D     | Daniel Van Buyten   |
| 6  | Svizzera (bandiera)             | C     | Raphaël Wicky       |
| 7  | Iran (bandiera)                 | C     | Mehdi Mahdavikia    |
| 8  | Guinea-Bissau (bandiera)        | C     | Almami Moreira      |
| 10 | Bosnia ed Erzegovina (bandiera) | A     | Sergej Barbarez     |
| 11 | Germania (bandiera)             | A     | Benjamin Lauth      |
| 12 | Germania (bandiera)             | P     | Sascha Kirschstein  |
| 13 | Germania (bandiera)             | C     | Leonhard Haas       |
| 14 | Rep. Ceca (bandiera)            | C     | David Jarolím       |
| 15 | Germania (bandiera)             | C     | Piotr Trochowski    |
| 16 | Germania (bandiera)             | D     | René Klingbeil      |

| N. |                                 | Ruolo | Calciatore        |
| -- | ------------------------------- | ----- | ----------------- |
| 17 | Brasile (bandiera)              | D     | Jean Carlos Dondé |
| 18 | Germania (bandiera)             | C     | Oliver Hampel     |
| 19 | Bosnia ed Erzegovina (bandiera) | A     | Mustafa Kučuković |
| 21 | Paesi Bassi (bandiera)          | D     | Khalid Boulahrouz |
| 22 | Germania (bandiera)             | C     | Stefan Beinlich   |
| 23 | Germania (bandiera)             | P     | Stefan Wächter    |
| 24 | Slovenia (bandiera)             | D     | Mišo Brečko       |
| 25 | Belgio (bandiera)               | A     | Émile Mpenza      |
| 27 | Germania (bandiera)             | C     | Alexander Laas    |
| 28 | Namibia (bandiera)              | C     | Collin Benjamin   |
| 30 | Germania (bandiera)             | A     | Eren Sen          |
| 31 | Ghana (bandiera)                | C     | Charles Takyi     |
| 32 | Giappone (bandiera)             | A     | Naohiro Takahara  |

## Organigramma societario
Area tecnica
- Allenatore: Thomas Doll
- Allenatore in seconda: Ralf Zumdick
- Preparatore dei portieri: Ronny Teuber
- Preparatori atletici:

## Calciomercato

### Sessione estiva
| Acquisti | Acquisti           | Acquisti          | Acquisti |
| R.       | Nome               | da                | Modalità |
| -------- | ------------------ | ----------------- | -------- |
| D        | Khalid Boulahrouz  | RKC Waalwijk      |          |
| C        | Almami Moreira     | Standard Liegi    |          |
| D        | Mišo Brečko        | Šmartno ob Paki   |          |
| C        | Oliver Hampel      | Hertha Berlino II |          |
| D        | Jean Carlos Dondé  | Feyenoord         |          |
| P        | Sascha Kirschstein | Rot-Weiss Essen   |          |
| A        | Mustafa Kučuković  | Bochum II         |          |
| A        | Benjamin Lauth     | Monaco 1860       |          |
| A        | Émile Mpenza       | Standard Liegi    |          |
| D        | Daniel Van Buyten  | Manchester City   |          |

| Cessioni | Cessioni         | Cessioni              | Cessioni |
| R.       | Nome             | da                    | Modalità |
| -------- | ---------------- | --------------------- | -------- |
| P        | Michael Frech    | Lubecca               |          |
| D        | Milan Fukal      | Borussia M'gladbach   |          |
| D        | Nico-Jan Hoogma  | Heracles Almelo       |          |
| D        | Marcel Maltritz  | Bochum                |          |
| C        | Alexander Meier  | Eintracht Francoforte |          |
| P        | Tom Starke       | Bayer Leverkusen      |          |
| C        | Christian Streit | Lubecca               |          |
| D        | Tomáš Ujfaluši   | Fiorentina            |          |

### Sessione invernale
| Acquisti | Acquisti         | Acquisti      | Acquisti |
| R.       | Nome             | da            | Modalità |
| -------- | ---------------- | ------------- | -------- |
| C        | Piotr Trochowski | Bayern Monaco |          |

| Cessioni | Cessioni       | Cessioni     | Cessioni |
| R.       | Nome           | da           | Modalità |
| -------- | -------------- | ------------ | -------- |
| A        | Vjačaslaŭ Hleb | Grasshoppers |          |
| C        | Christian Rahn | Colonia      |          |
| A        | Bernardo Romeo | Maiorca      |          |

## Risultati

### Bundesliga

#### Girone di andata
| Arbitro: | Jansen |

|  |           |                         |
|  | Marcatori | 20’ Ballack 70’ Deisler |

| Arbitro: | Albrecht |

|                |           |            |
| Silva 49’, 53’ | Marcatori | 28’ Buyten |

| Arbitro: | Merk |

|                                              |           |                      |
| Buyten 12’ Schlicke 40’ Mpenza 51’ Lauth 87’ | Marcatori | 37’, 76’, 84’ Mintál |

| Arbitro: | Wagner |

|                         |           |  |
| Meißner 16’ Szabics 90’ | Marcatori |  |

| Arbitro: | Kinhöfer |

|                                 |           |           |
| Zandi 17’ (rig.) Engelhardt 55’ | Marcatori | 64’ Wicky |

| Arbitro: | Fandel |

|                  |           |            |
| Takahara 3’, 80’ | Marcatori | 11’ Müller |

| Arbitro: | Keßler |

|                                     |           |  |
| Krzynówek 10’ Juan 73’ Berbatov 87’ | Marcatori |  |

| Arbitro: | Stark |

|  |           |                           |
|  | Marcatori | 57’ Owomoyela 65’ Buckley |

| Arbitro: | Kircher |

|  |           |                       |
|  | Marcatori | 9’ Mpenza 70’ Jarolím |

| Arbitro: | Fleischer |

|                                  |           |  |
| Mpenza 5’ Barbarez 28’, 51’, 57’ | Marcatori |  |

| Arbitro: | Merk |

|            |           |             |
| Schulz 73’ | Marcatori | 22’ Jarolím |

| Arbitro: | Trautmann |

|              |           |                       |
| Beinlich 47’ | Marcatori | 79’ Hanke 81’ Lincoln |

| Arbitro: | Jansen |

|  |           |                                                                  |
|  | Marcatori | 20’ Benjamin 35’, 63’ Jarolím 42’ Takahara 47’ Moreira 82’ Romeo |

| Arbitro: | Fandel |

|                                   |           |            |
| Buyten 40’ Barbarez 45’ Romeo 90’ | Marcatori | 1’ Brdarić |

| Arbitro: | Brych |

|          |           |                                       |
| Hout 46’ | Marcatori | 40’, 81’ (rig.) Barbarez 44’ Beinlich |

| Arbitro: | Kinhöfer |

|  |           |                            |
|  | Marcatori | 20’ Cherundolo 59’ Stendel |

| Arbitro: | Kircher |

|              |           |                           |
| Bechmann 84’ | Marcatori | 26’ Barbarez 34’ Benjamin |

#### Girone di ritorno
| Arbitro: | Wagner |

|                                           |           |  |
| Pizarro 22’ Schweinsteiger 48’ Makaay 55’ | Marcatori |  |

| Arbitro: | Wack |

|                        |           |          |
| Barbarez 32’ Lauth 80’ | Marcatori | 40’ Auer |

| Arbitro: | Kinhöfer |

|            |           |                             |
| Vittek 82’ | Marcatori | 31’, 53’ Takahara 90’ Lauth |

| Arbitro: | Kemmling |

|                         |           |             |
| Barbarez 17’ Buyten 54’ | Marcatori | 15’ Szabics |

| Arbitro: | Brych |

|                          |           |              |
| Takahara 29’ Moreira 40’ | Marcatori | 52’ Altıntop |

| Arbitro: | Kinhöfer |

|                                        |           |              |
| Reina 3’ Gilberto 17’, 82’ Paraíba 31’ | Marcatori | 77’ Barbarez |

| Arbitro: | Fandel |

|            |           |  |
| Buyten 22’ | Marcatori |  |

| Arbitro: | Wack |

|                                   |           |                                                     |
| Porcello 21’ Vata 27’ Buckley 87’ | Marcatori | 2’ Lauth 38’ Barbarez 43’ Boulahrouz 71’ Mahdavikia |

| Arbitro: | Fleischer |

|                           |           |                                     |
| Benjamin 30’ Beinlich 57’ | Marcatori | 10’ Rosický 61’ Ricken 87’ Ewerthon |

| Arbitro: | Brych |

|             |           |             |
| Kruppke 19’ | Marcatori | 41’ Moreira |

| Arbitro: | Meyer |

|                |           |                      |
| Mahdavikia 57’ | Marcatori | 8’ Klose 70’ Klasnić |

| Arbitro: | Kircher |

|            |           |                               |
| Asamoah 3’ | Marcatori | 62’ Wicky 87’ (aut.) Krstajić |

| Arbitro: | Merk |

|                                      |           |  |
| Mpenza 50’ Benjamin 60’ Takahara 64’ | Marcatori |  |

| Arbitro: | Wack |

|            |           |  |
| Petrov 41’ | Marcatori |  |

| Amburgo 8 maggio 2005, ore 17:30 CEST 32ª giornata | Amburgo | 0 – 0 referto | Borussia M'gladbach | AOL Arena (52 648 spett.)\| Arbitro: \| Fandel \| |
| Arbitro:                                           | Fandel  |               |                     |                                                   |

| Arbitro: | Sippel |

|                          |           |              |
| Štajner 42’ Barnetta 87’ | Marcatori | 13’ Benjamin |

| Arbitro: | Schmidt |

|  |           |            |
|  | Marcatori | 3’ Diabang |

### Coppa di Germania
| Arbitro: | Hoyzer |

|                                                    |           |                     |
| Spork 35’ (rig.), 83’ (rig.) Müller 41’ Cartus 62’ | Marcatori | 13’ Rahn 30’ Mpenza |

### Coppa Intertoto
| Arbitro: | Dereli |

|                                |           |                |
| Santos 28’ Raimondi 31’ (rig.) | Marcatori | 50’, 85’ Romeo |

| Arbitro: | Garibian |

|                          |           |           |
| Romeo 2’, 72’ Mpenza 66’ | Marcatori | 81’ Moser |

| Arbitro: | Verbist |

|                     |           |  |
| Anderson 51’ (rig.) | Marcatori |  |

| Arbitro: | Bossen |

|  |           |          |
|  | Marcatori | 69’ Mari |

## Statistiche

### Statistiche di squadra
| Competizione      | Punti | In casa | In casa | In casa | In casa | In casa | In casa | In trasferta | In trasferta | In trasferta | In trasferta | In trasferta | In trasferta | Totale | Totale | Totale | Totale | Totale | Totale | DR |
| Competizione      | Punti | G       | V       | N       | P       | Gf      | Gs      | G            | V            | N            | P            | Gf           | Gs           | G      | V      | N      | P      | Gf     | Gs     | DR |
| ----------------- | ----- | ------- | ------- | ------- | ------- | ------- | ------- | ------------ | ------------ | ------------ | ------------ | ------------ | ------------ | ------ | ------ | ------ | ------ | ------ | ------ | -- |
| Bundesliga        | 51    | 17      | 9       | 1       | 7       | 27      | 22      | 17           | 7            | 2            | 8            | 28           | 28           | 34     | 16     | 3      | 15     | 55     | 50     | +5 |
| Coppa di Germania | -     | 0       | 0       | 0       | 0       | 0       | 0       | 1            | 0            | 0            | 1            | 2            | 4            | 1      | 0      | 0      | 1      | 2      | 4      | -2 |
| Coppa Intertoto   | -     | 2       | 1       | 0       | 1       | 3       | 2       | 2            | 0            | 1            | 1            | 2            | 3            | 4      | 1      | 1      | 2      | 5      | 5      | 0  |
| Totale            | 51    | 19      | 10      | 1       | 8       | 30      | 24      | 20           | 7            | 3            | 10           | 32           | 35           | 39     | 17     | 4      | 18     | 62     | 59     | +3 |

### Andamento in campionato
| Giornata  | 1  | 2  | 3  | 4  | 5  | 6  | 7  | 8  | 9  | 10 | 11 | 12 | 13 | 14 | 15 | 16 | 17 | 18 | 19 | 20 | 21 | 22 | 23 | 24 | 25 | 26 | 27 | 28 | 29 | 30 | 31 | 32 | 33 | 34 |
| --------- | -- | -- | -- | -- | -- | -- | -- | -- | -- | -- | -- | -- | -- | -- | -- | -- | -- | -- | -- | -- | -- | -- | -- | -- | -- | -- | -- | -- | -- | -- | -- | -- | -- | -- |
| Luogo     | C  | T  | C  | T  | T  | C  | T  | C  | T  | C  | T  | C  | T  | C  | T  | C  | T  | T  | C  | T  | C  | C  | T  | C  | T  | C  | T  | C  | T  | C  | T  | C  | T  | C  |
| Risultato | P  | P  | V  | P  | P  | V  | P  | P  | V  | V  | N  | P  | V  | V  | V  | P  | V  | P  | V  | V  | V  | V  | P  | V  | V  | P  | N  | P  | V  | V  | P  | N  | P  | P  |
| Posizione | 18 | 18 | 14 | 16 | 17 | 14 | 17 | 18 | 14 | 10 | 13 | 14 | 12 | 10 | 8  | 10 | 9  | 9  | 9  | 7  | 7  | 6  | 7  | 6  | 5  | 7  | 6  | 6  | 6  | 6  | 7  | 7  | 8  | 8  |

Legenda:

Luogo: C = Casa; T = Trasferta. Risultato: V = Vittoria; N = Pareggio; P = Sconfitta.

### Statistiche dei giocatori
| Giocatore       | Bundesliga | Bundesliga | Bundesliga  | Bundesliga | Coppa di Germania | Coppa di Germania | Coppa di Germania | Coppa di Germania | Coppa Intertoto | Coppa Intertoto | Coppa Intertoto | Coppa Intertoto | Totale   | Totale | Totale      | Totale     |
| Giocatore       | Presenze   | Reti       | Ammonizioni | Espulsioni | Presenze          | Reti              | Ammonizioni       | Espulsioni        | Presenze        | Reti            | Ammonizioni     | Espulsioni      | Presenze | Reti   | Ammonizioni | Espulsioni |
| --------------- | ---------- | ---------- | ----------- | ---------- | ----------------- | ----------------- | ----------------- | ----------------- | --------------- | --------------- | --------------- | --------------- | -------- | ------ | ----------- | ---------- |
| S. Barbarez     | 30         | 11         | 9           | 1          | 1                 | 0                 | 1                 | 0                 | 3               | 0               | 1               | 0               | 34       | 11     | 11          | 1          |
| S. Beinlich     | 29         | 3          | 9           | 0          | 1                 | 0                 | 0                 | 0                 | 3               | 0               | 0               | 0               | 33       | 3      | 9           | 0          |
| C. Benjamin     | 26         | 5          | 5           | 0          | 0                 | 0                 | 0                 | 0                 | 4               | 0               | 0               | 0               | 30       | 5      | 5           | 0          |
| K. Boulahrouz   | 24         | 1          | 8           | 1          | 0                 | 0                 | 0                 | 0                 | 0               | 0               | 0               | 0               | 24       | 1      | 8           | 1          |
| M. Brečko       | 7          | 0          | 0           | 1          | 0                 | 0                 | 0                 | 0                 | 0               | 0               | 0               | 0               | 7        | 0      | 0           | 1          |
| D. Buyten       | 34         | 5          | 4           | 0          | 1                 | 0                 | 0                 | 0                 | 4               | 0               | 0               | 0               | 39       | 5      | 4           | 0          |
| L. Haas         | 0          | 0          | 0           | 0          | 0                 | 0                 | 0                 | 0                 | 0               | 0               | 0               | 0               | 0        | 0      | 0           | 0          |
| O. Hampel       | 0          | 0          | 0           | 0          | 0                 | 0                 | 0                 | 0                 | 3               | 0               | 0               | 0               | 3        | 0      | 0           | 0          |
| V. Hleb         | 3          | 0          | 1           | 0          | 0                 | 0                 | 0                 | 0                 | 0               | 0               | 0               | 0               | 3        | 0      | 1           | 0          |
| D. Jarolím      | 32         | 4          | 7           | 0          | 1                 | 0                 | 0                 | 0                 | 4               | 0               | 1               | 0               | 37       | 4      | 8           | 0          |
| J. Jean         | 1          | 0          | 0           | 0          | 0                 | 0                 | 0                 | 0                 | 0               | 0               | 0               | 0               | 1        | 0      | 0           | 0          |
| S. Kirschstein  | 0          | 0          | 0           | 0          | 0                 | 0                 | 0                 | 0                 | 0               | 0               | 0               | 0               | 0        | 0      | 0           | 0          |
| S. Kling        | 5          | 0          | 1           | 0          | 0                 | 0                 | 0                 | 0                 | 4               | 0               | 1               | 0               | 9        | 0      | 2           | 0          |
| R. Klingbeil    | 25         | 0          | 7           | 0          | 0                 | 0                 | 0                 | 0                 | 0               | 0               | 0               | 0               | 25       | 0      | 7           | 0          |
| M. Kučuković    | 9          | 0          | 2           | 0          | 0                 | 0                 | 0                 | 0                 | 0               | 0               | 0               | 0               | 9        | 0      | 2           | 0          |
| A. Laas         | 1          | 0          | 0           | 0          | 0                 | 0                 | 0                 | 0                 | 0               | 0               | 0               | 0               | 1        | 0      | 0           | 0          |
| B. Lauth        | 10         | 4          | 2           | 0          | 1                 | 0                 | 0                 | 0                 | 0               | 0               | 0               | 0               | 11       | 4      | 2           | 0          |
| M. Mahdavikia   | 26         | 2          | 1           | 1          | 1                 | 0                 | 0                 | 0                 | 0               | 0               | 0               | 0               | 27       | 2      | 1           | 1          |
| A. Moreira      | 22         | 3          | 5           | 0          | 0                 | 0                 | 0                 | 0                 | 0               | 0               | 0               | 0               | 22       | 3      | 5           | 0          |
| É. Mpenza       | 26         | 4          | 5           | 0          | 1                 | 1                 | 0                 | 1                 | 4               | 1               | 0               | 0               | 31       | 6      | 5           | 1          |
| M. Pieckenhagen | 23         | 0          | 0           | 0          | 1                 | 0                 | 0                 | 0                 | 2               | 0               | 0               | 0               | 26       | 0      | 0           | 0          |
| C. Rahn         | 14         | 0          | 2           | 0          | 1                 | 1                 | 1                 | 0                 | 3               | 0               | 1               | 0               | 18       | 1      | 4           | 0          |
| B. Reinhardt    | 19         | 0          | 3           | 0          | 1                 | 0                 | 1                 | 0                 | 3               | 0               | 0               | 0               | 23       | 0      | 4           | 0          |
| B. Romeo        | 6          | 2          | 0           | 0          | 0                 | 0                 | 0                 | 0                 | 4               | 4               | 1               | 0               | 10       | 6      | 1           | 0          |
| B. Schlicke     | 27         | 1          | 7           | 0          | 0                 | 0                 | 0                 | 0                 | 4               | 0               | 2               | 0               | 31       | 1      | 9           | 0          |
| E. Sen          | 0          | 0          | 0           | 0          | 0                 | 0                 | 0                 | 0                 | 0               | 0               | 0               | 0               | 0        | 0      | 0           | 0          |
| N. Takahara     | 31         | 7          | 0           | 0          | 1                 | 0                 | 0                 | 0                 | 1               | 0               | 0               | 0               | 33       | 7      | 0           | 0          |
| C. Takyi        | 0          | 0          | 0           | 0          | 0                 | 0                 | 0                 | 0                 | 0               | 0               | 0               | 0               | 0        | 0      | 0           | 0          |
| P. Trochowski   | 3          | 0          | 0           | 0          | 0                 | 0                 | 0                 | 0                 | 0               | 0               | 0               | 0               | 3        | 0      | 0           | 0          |
| R. Wicky        | 25         | 2          | 7           | 0          | 1                 | 0                 | 0                 | 0                 | 4               | 0               | 0               | 0               | 30       | 2      | 7           | 0          |
| S. Wächter      | 11         | 0          | 0           | 0          | 0                 | 0                 | 0                 | 0                 | 2               | 0               | 0               | 0               | 13       | 0      | 0           | 0          |